# Káťa Kabanová
Káťa Kabanová è un'opera lirica di Leoš Janáček su libretto proprio in collaborazione con Vincenc Červinka, ispirata al dramma L'uragano di Aleksandr Ostrovskij.  L'opera debuttò con buon successo il 23 novembre 1921 al teatro Nazionale di Brno, ebbe poi la prima al teatro Nazionale di Praga il 30 novembre 1922; il 7 dicembre successivo andò in scena senza successo a Colonia (Germania), nella traduzione di Max Brod diretta da Otto Klemperer. Il 21 gennaio 1928 ebbe la prima nella seconda versione al Neues Deutsches Landestheater di Praga, diretta da William Steinberg ed è tuttora presente nel repertorio operistico straniero.

## Trama

### Atto I
Intorno al 1860, in una cittadina sulle rive del Volga

#### Scena prima
Nel parco sulla riva del fiume, passeggiano alcune persone, tra cui Kudrjaš e Glasa, e Boris che litiga con lo zio Dikoj. Egli si lamenta del fatto che è lontano dall'amata Mosca con uno zio dal carattere orribile. Intanto escono dalla chiesa Tichon, sua madre, Káťa e Varvara. Kabanicha accusa il figlio di trascurarla per la moglie ma Káťa la rassicura che il figlio continua ad amarla.

#### Scena seconda
Oppressa da molti sentimenti, Káťa svela a Varvara di amare un altro uomo. In quel momento giunge Tichon, dicendo che deve partire per un lungo viaggio. Káťa implora di portarla con sé, ma Tichon rifiuta; Káťa, allora, si impone di non parlare più con nessun'altra persona durante la sua assenza, e di pensare soltanto a lui. Partito Tichon, Kabanicha sottopone Káťa agli umilianti rituali che una moglie deve compiere durante l'assenza del marito.

### Atto II

#### Scena prima
Kabanicha continua a maltrattare Káťa, che tenta invano di difendersi. Varvara ruba le chiavi del cancello e le dà a Káťa per incontrarsi con l'amante. Káťa esita, e prega, ma, al ritorno della suocera, nasconde la chiave ed esce dal cancello. Nel frattempo Dikoj, ubriaco, chiede ospitalità a Kabanicha per la notte.

#### Scena seconda
Varvara e Káťa s'incontrano con i loro amanti, rispettivamente Kudrjas e Boris. Kudrjas e Varvara si allontanano, lasciando gli altri due da soli, e Káťa si getta tra le braccia dell'amante. Passata la notte, Varvara e Káťa rientrano, quest'ultima in preda al rimorso.

### Atto III

#### Scena prima
Durante un temporale, Káťa è sconvolta dai rimorsi e dai segreti. Al ritorno di Tichon, rivela al marito e alla suocera di avere un amante e scappa sotto la pioggia.

#### Scena seconda
Mentre Varvara e Kudrjaš progettano un'impossibile fuga verso Mosca, Káťa è disperata e decisa a farla finita. Incontra per l'ultima volta Boris, che sta per partire per la Siberia con lo zio. Dopo l'addio a Boris, Káťa ode il rumore del Volga, e vi si getta dentro. Tichon, vedendo il corpo della moglie, accusa tutti i presenti di aver provocato loro quella morte. Kabanicha invece ringrazia tutti per aver recuperato il corpo di Káťa.